# Parachernes compressus
Espèce
Synonymes
- Chelifer compressus Tullgren, 1907
- Chelanops diversus Banks, 1909

Parachernes compressus est une espèce de pseudoscorpions de la famille des Chernetidae.

## Distribution
Cette espèce se rencontre à Hispaniola à Haïti et en République dominicaine et aux États-Unis en Floride.

## Publication originale
- Tullgren, 1907 : Zur Kenntnis aussereuropäischer Chelonethiden des Naturhistorischen Museums in Hamburg. Mitteilungen aus dem Naturhistorischen Museum in Hamburg, vol. 24, p. 21-75 (texte intégral).